# Botschaft Monacos in Berlin

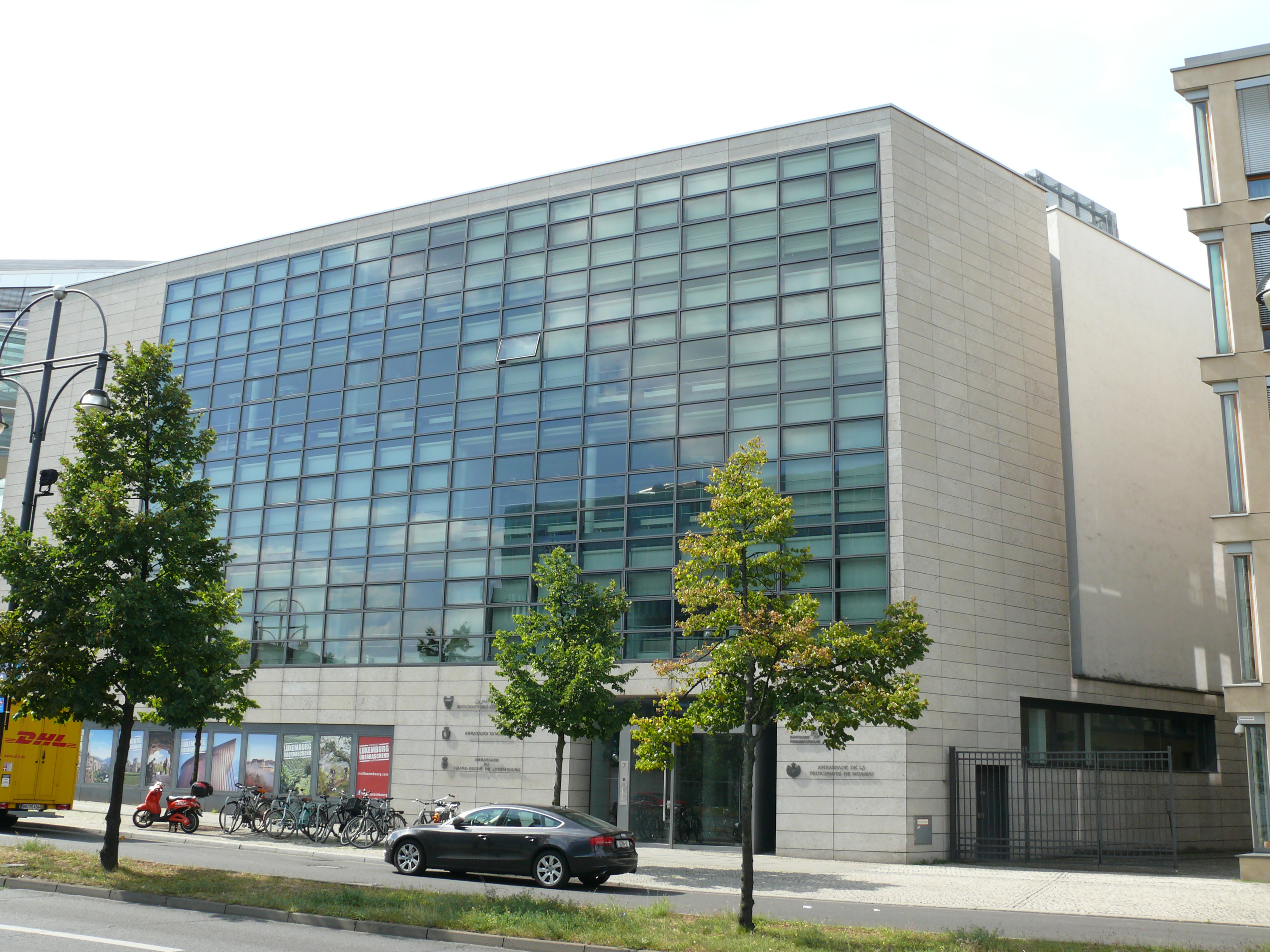
Botschaftssitz in der Klingelhöferstraße 7

Die Botschaft Monacos in Berlin (offiziell Botschaft des Fürstentums Monaco, französisch Ambassade de la Principauté de Monaco) ist der Hauptsitz der diplomatischen Vertretung Monacos in Deutschland. Die Botschaft befindet sich im Ortsteil Tiergarten des Bezirks Mitte in der Klingelhöferstraße 7.

## Geschichte
Am 16. Oktober 1951 nahmen Monaco und die Bundesrepublik Deutschland diplomatische Beziehungen auf. Bis zum Umzug nach Berlin im Jahr 2001 befand sich die Botschaft Monacos in der Zitelmannstraße 16 im Bonner Ortsteil Gronau.
Botschafter ist seit dem 21. Juni 2022 Lorenzo Ravano.
Der Botschaft Monacos in Berlin unterstehen Honorarkonsulate in Düsseldorf, Frankfurt am Main, Hamburg, München, Potsdam und Stuttgart.

## Botschafter (seit 2000)
| Amtszeit  | Name                  |
| --------- | --------------------- |
| 2000–2005 | Rainier Imperti       |
| 2005–2015 | Claude Giordan        |
| 2015–2019 | Isabelle Berro-Amadeï |
| 2020–2022 | Frédéric Labarrère    |
| seit 2022 | Lorenzo Ravano        |

## Gebäude
Das Botschaftsgebäude, in dem auch die Botschaften des Großherzogtums Luxemburg, der Republik Malta und des Königreichs Bahrain ihren Sitz haben, wurde 1998 bis 2000 nach einem Entwurf des Architekten Seyed Mohammad Oreyzi errichtet. Der vierstöckige trapezförmige Baukörper öffnet sich zur benachbarten CDU-Zentrale in einen halbkreisförmigen Hof. Nahezu die gesamte Fassade zur Klingelhöferstraße wird von einer Glasfront eingenommen. Das Sockelgeschoss ist mit römischem Travertin verkleidet.